# Casamayorà
El Casamayorà és la cinquena edat de l'escala d'edats sud-americanes de mamífers terrestres (SALMA). Començà fa 55,8 milions d'anys i s'acabà fa 48 milions d'anys. Segueix el Riochicà i precedeix el Mustersà. Correspon a l'albada de l'Eocè. El seu nom deriva del de la formació Casamayor, a l'Argentina.

## Formacions
| Formació tipus en negreta          | Estat     | Conca                       |
| ---------------------------------- | --------- | --------------------------- |
| Formació Casamayor                 | Argentina | Conca del golf de San Jorge |
| Formació Abanico                   | Xile      | Conca Abanico               |
| Formació de Bogotà                 | Colòmbia  | Altiplà cundiboyacà         |
| Formació Cayara                    | Bolívia   | Departament de Cochabamba   |
| Formació Chota                     | Perú      | Conca de Bagua              |
| Formació Los Cuervos               | Colòmbia  | Conca Cesar-Ranchería       |
| Formació Fonseca                   | Brasil    | Conca Fonseca               |
| Formació Huitrera                  | Argentina | Conca de Neuquén            |
| Formació Laguna del Hunco          | Argentina | Conca de Cañadón Asfalto    |
| Formació Lumbrera                  | Argentina | Conca de Salta              |
| Formació Maíz Gordo                | Argentina | Conca de Salta              |
| Formació Quebrada de los Colorados | Argentina | Conca de Salta              |
| Formació de Sarmiento              | Argentina | Conca del golf de San Jorge |